# Journée nationale du souvenir de la déportation

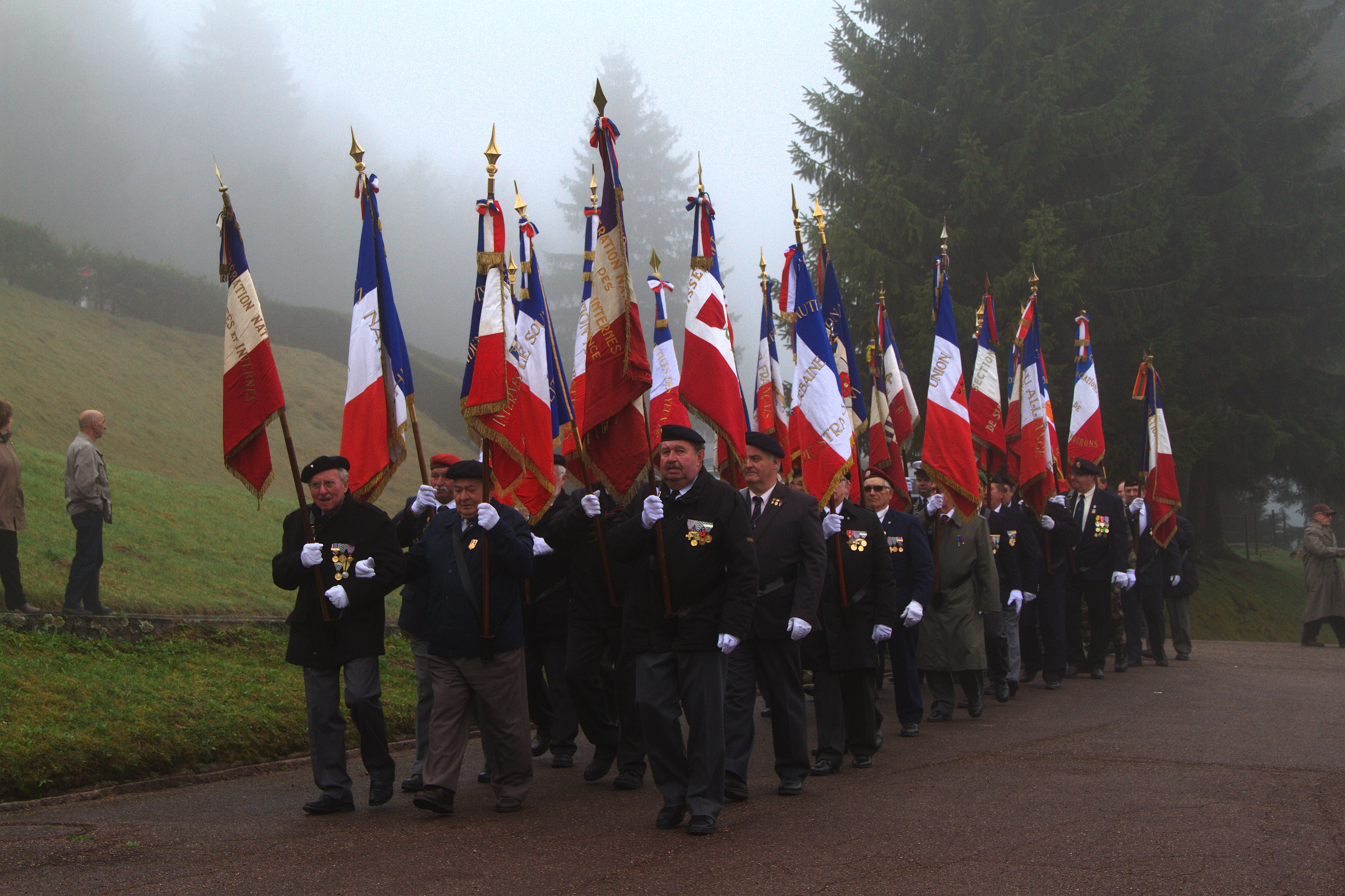
Porte-drapeaux d'associations d'anciens combattants au camp de concentration de Natzwiller-Struthof, lors de la Journée nationale du souvenir de la déportation le 28 avril 2013.

La Journée nationale du souvenir des victimes et des héros de la déportation, ou plus simplement Journée nationale du souvenir de la déportation, est une journée nationale française au cours de laquelle est célébrée la mémoire des victimes de la déportation dans les camps de concentration nazis, pendant la Seconde Guerre mondiale. Elle a été instaurée par la loi du 14 avril 1954, sur proposition d'Edmond Michelet, sénateur qui faisait partie du réseau de résistance Combat et fut lui-même déporté à Dachau.
Elle a lieu le dernier dimanche d'avril. Cette date a été retenue en raison de sa proximité avec la date anniversaire de la libération de la plupart des camps.